# Hongshao rou
 (février 2015).
Si vous disposez d'ouvrages ou d'articles de référence ou si vous connaissez des sites web de qualité traitant du thème abordé ici, merci de compléter l'article en donnant les références utiles à sa vérifiabilité et en les liant à la section « Notes et références ».
Le hongshao rou (chinois simplifié : 红烧肉 ; pinyin : hóngshāo ròu ; litt. « viande mijotée rouge ») est un plat à base de poitrine de porc mijotée dans la sauce de soja et caramélisée, typique de la cuisine du Hunan, province du sud de la République populaire de Chine.
Elle est très connue en Chine pour sa variante, façon Mao Zedong (毛式红烧肉, máo shì hóngshāo ròu), servie avec des haricots verts, qui était réputée le plat préféré du président Mao, originaire de la province du Hunan.
Le kakuni est une variante japonaise de ce plat.